# Semiothisa butaria
Semiothisa butaria är en fjärilsart som beskrevs av Swinhoe 1904. Semiothisa butaria ingår i släktet Semiothisa och familjen mätare. Inga underarter finns listade i Catalogue of Life.